# Dotter

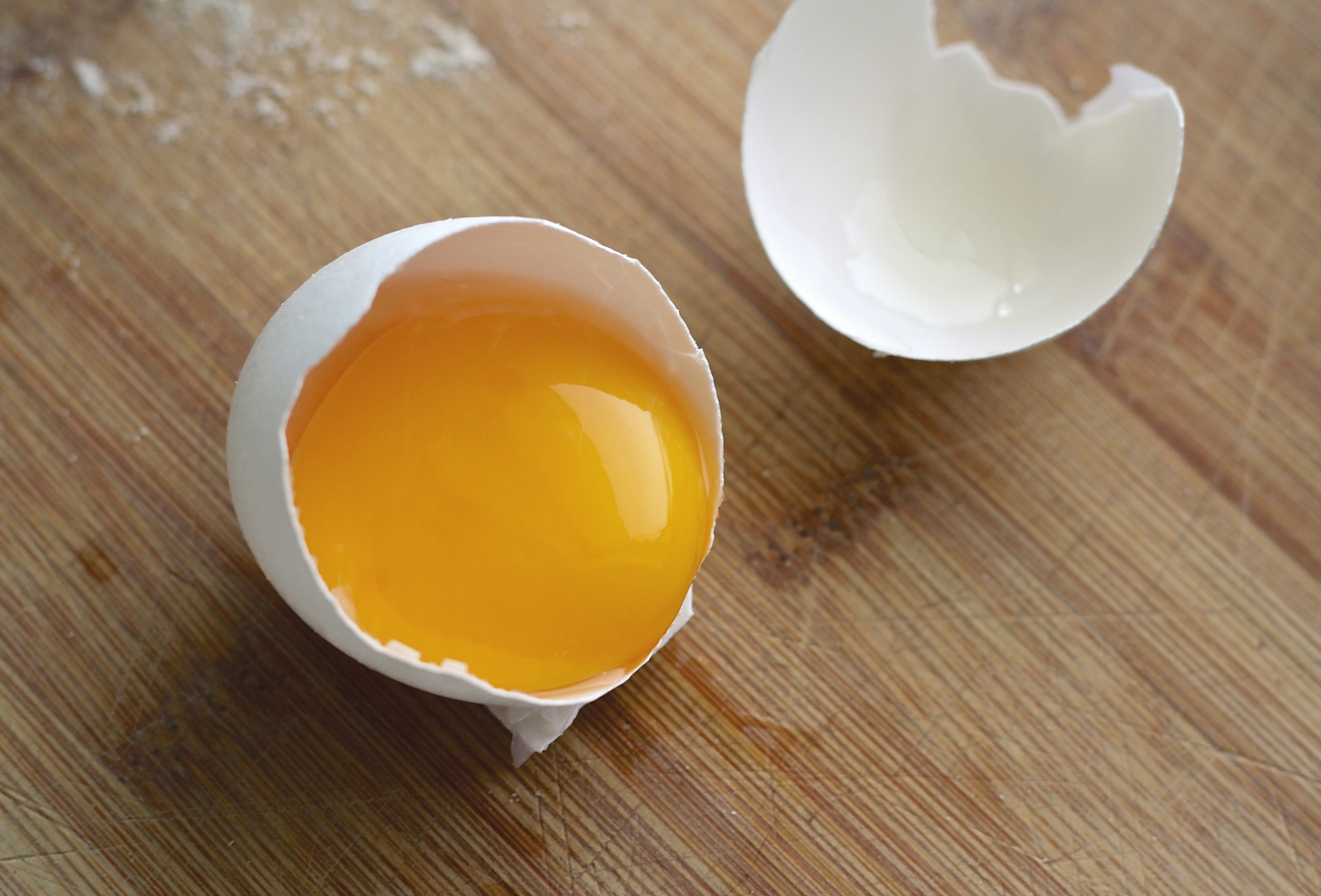
„Das Gelbe vom Ei“: Dotter oder Eigelb in aufgeschlagenem Hühnerei

Der oder das Dotter (von mittelhochdeutsch toter bzw. tuter; griechisch λέκιθος lekithos, lateinisch vitellum; insbesondere als Eidotter oder Eierdotter der Dotter vom Hühnerei) ist eine Ansammlung von Reservestoffen einer Eizelle. Dieser Speicher liefert dem sich entwickelnden Embryo Baumaterial und Nährstoffe, bis der Organismus selbständig Nahrung aufnehmen kann.
Anfangs sind diese Speichersubstanz (Nährdotter, Vitellus nutritivus) und die Eizelle (Bildungsdotter, Vitellus formativus) gemeinsam von der Vitellinmembran (Dotterhaut) umgeben. Diese Gesamtheit wird allgemeinsprachlich und insbesondere bei Vogeleiern als Dotter oder Eigelb bezeichnet.
Die Proteine des Dotters werden allgemein als Vitelline bezeichnet. Es handelt sich um Lipoglycoproteine und Phosphoproteine.
Die Eizelle liegt zur Befruchtung als flache Scheibe (Keimscheibe) unmittelbar unter der Dotterhaut. Diese besteht aus Protein und entspricht der Zona pellucida der Säugetiere. Keimscheibe heißen auch noch die bei Vögeln und Reptilien flachen Stadien der Embryonalentwicklung. Im weiteren Verlauf wird der Dotter von embryonalen Zellen umwachsen und ausgebeutet.

## Klassifikation von Eiern
Unterscheidung nach der Anordnung des Dotters im Ei:
- isolecithal: gleichmäßig
- anisolecithal: ungleichmäßig
- zentrolecithal: Ansammlung im Zentrum
- telolecithal: Dotter vorwiegend am vegetativen Pol

Der Dotter kann nicht nur im Ei (endolecithal) liegen, sondern auch in weiteren Zellen außerhalb der Vitellinmembran (ektolecithal).
Schließlich können Eier nach ihrem Dottergehalt eingeteilt werden:
- oligolecithal: wenig (z. B. der Laich von Knochenfischen und Amphibien)
- mesolecithal: mittel
- polylecithal: viel (z. B. Vogelei)